# Amaliënstein
Amaliënstein è un centro abitato sudafricano situato nella municipalità distrettuale di Eden nella provincia del Capo Occidentale.

## Geografia fisica
Il piccolo centro abitato sorge nel Piccolo Karoo a circa 70 chilometri a est della città di Oudtshoorn.

## Storia
Amaliënstein venne fondata dalla società missionaria di Berlino e prende il nome da Amalie von Stein, benefattrice delle missioni tedesche. Il complesso missionario venne completato nel 1853.